# Sam Thompson
Pour les articles homonymes, voir Thompson.
Sam Thompson, né le 11 novembre 1992 à Chicago (Illinois), est un joueur américain de basket-ball. Il évolue au poste d'ailier.

## Biographie

### Carrière universitaire
Thompson reçoit des offres de Floride, Georgetown, Kansas, et Oregon State, mais il choisit d'Ohio State. En 146 matches sur quatre saisons avec les Buckeyes, Thompson a des moyennes de 6,9 points, 2,8 rebonds et 1,1 passe décisive en 22,9 minutes par match. Lors de sa dernière année, il reçoit une mention honorable All-Big 10 par les médias.

### Carrière professionnelle
Non drafté en 2015, Thompson participe à la Summer League de Las Vegas avec les Timberwolves du Minnesota. Le 15 septembre 2015, il signe avec les Hornets de Charlotte.

## Statistiques

### Universitaires
Les statistiques en matchs universitaires de Sam Thompson sont les suivants :
| Année     | Équipe     | Matches | Titul. | Min./m. | %tir | %3pts | %l-f | rbds/m. | pass/m. | int/m. | ctr/m. | pts/m. |
| --------- | ---------- | ------- | ------ | ------- | ---- | ----- | ---- | ------- | ------- | ------ | ------ | ------ |
| 2011-2012 | Ohio State | 39      | 0      | 10,6    | 49,3 | 7,1   | 54,5 | 1,08    | 0,72    | 0,18   | 0,44   | 2,08   |
| 2012-2013 | Ohio State | 37      | 36     | 25,1    | 49,8 | 40,4  | 70,3 | 3,51    | 0,97    | 0,68   | 0,84   | 7,76   |
| 2013-2014 | Ohio State | 35      | 13     | 24,6    | 45,0 | 35,5  | 61,8 | 2,71    | 0,80    | 0,66   | 0,83   | 7,86   |
| 2014-2015 | Ohio State | 35      | 34     | 32,5    | 46,6 | 26,2  | 68,8 | 3,86    | 1,80    | 1,31   | 0,94   | 10,23  |
| Total     |            | 146     | 83     | 22,9    | 47,2 | 31,6  | 66,2 | 2,75    | 1,06    | 0,69   | 0,75   | 6,86   |

## Palmarès
- Honorable mention All-Big Ten (2015)

## Vie privée
Thompson est le fils d'Hubert Thompson et Kennise Herring. Ses frères et sœurs sont Franklin, Victoria et Malcolm Carstafhnur.